# Angie Martinez

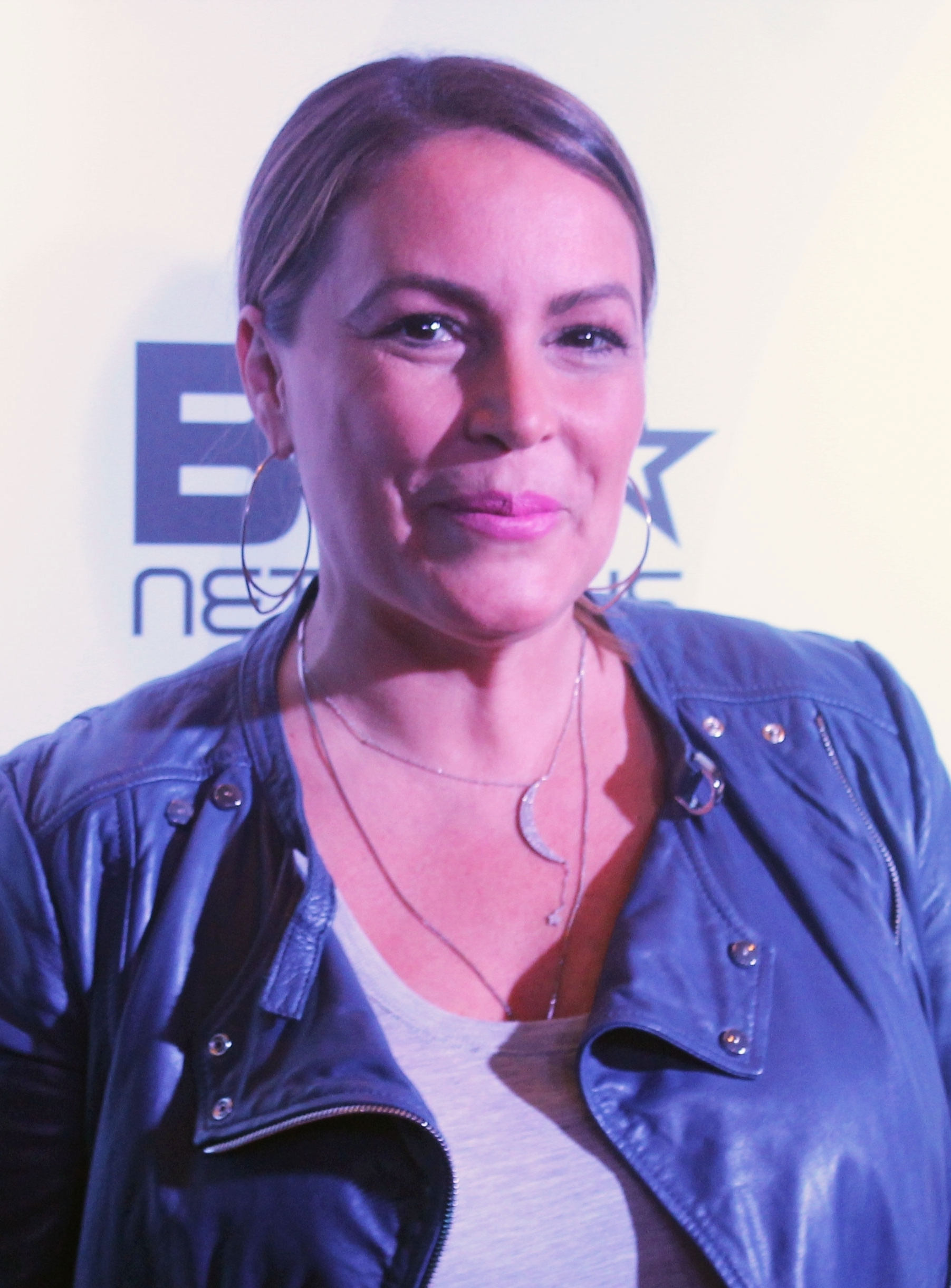
Angie Martinez w 2015

Angela "Angie" Martinez - amerykańska aktorka i piosenkarka, raperka, artystka hip-hopowa, osobowość radiowa i interenetowa. Urodzona w styczniu 1971 w USA, w Nowym Jorku, w Brooklynie.
Jest znana m.in. z trwającej 28 lat współpracy z nowojorską stacją radiową Hot 97 [WQHT]. Odeszła z tej stacji w 2014 roku, wtedy dołączyła do konkurencji, Power 105.1 [WWPR].
Od 2024 roku prowadzi własny podcast na swoim kanale YouTube, IRL (In Real Life), w którym przeprowadza wywiady z osobistościami branży rozrywkowej.
Jako aktorka, wystąpiła w filmach:
- Kobieta pracująca - 1999 - (Angie Martinez)
- Blazin - 2001 - (Micky)
- Papierowi żołnierze - 2002 - (Urzędniczka biura zwolnień warunkowych)
- Płatne w całości - 2002 - (Dziewczyna w samochodzie Calvina)
- Crime Partners - 2003 - (Tina)
- Własność stanowa: Krew na ulicach - 2005 - (Missy)
- The Pack - 2009 - (Diego)
- Video Girl - 2011 - (VJ)
- Generacja hmm - 2012 - (Lizzy)

- The After Party - 2018 - (Agentka telefoniczna)

## Dyskografia

### Albumy Studyjne
| Rok  | Album                                                              | Najwyższe pozycje na listach | Najwyższe pozycje na listach |
| Rok  | Album                                                              | U.S.                         | U.S. R&B                     |
| ---- | ------------------------------------------------------------------ | ---------------------------- | ---------------------------- |
| 2001 | Up Close and Personal - Wydany: 17 kwietnia 2001 - Elektra Records | 32                           | 7                            |
| 2002 | Animal House - Wydany: 20 Sierpnia 2002 - Elektra Records          | 11                           | 6                            |

### Single
| Rok  | Tytuł                                   | Najwyższe pozycje na listach | Najwyższe pozycje na listach | Najwyższe pozycje na listach | Najwyższe pozycje na listach | Album                 |
| Rok  | Tytuł                                   | US                           | U.S. R&B                     | U.S. Rap                     | UK                           | Album                 |
| ---- | --------------------------------------- | ---------------------------- | ---------------------------- | ---------------------------- | ---------------------------- | --------------------- |
| 2000 | "Mi Amor" (ft. Jay-Z)                   | —                            | 51                           | —                            | —                            | Up Close and Personal |
| 2001 | "Dem Thangs"                            | —                            | 80                           | 24                           | —                            | Up Close and Personal |
| 2001 | "Coast 2 Coast"                         | —                            | —                            | —                            | —                            | Up Close and Personal |
| 2002 | "If I Could Go" (ft. Lil' Mo & Sacario) | 15                           | 26                           | 11                           | 61                           | Animal House          |
| 2003 | "Take You Home" (ft. Kelis)             | 85                           | 62                           | —                            | —                            | Animal House          |

W 2003 roku Angie Martinez porzuciła karierę muzyczną.